# Mycolicibacter
Genre
Mycolicibacter est un genre de Mycobactéries créé en 2018 à la suite de la révision du genre Mycobacterium par R.S. Gupta et al. Cette création a été reprise par une publication dans l'IJSEM, validant ainsi les nouveaux noms binomiaux.

## Liste d'espèces

### Selon laLPSN
Provisoirement surnommé « clade Terrae » par ses auteurs, ce nouveau taxon est avec Mycolicibacillus l'un des deux les plus proches du nouveau genre Mycobacterium et se compose exclusivement d'espèces auparavant classées dans celui-ci :
- Mycolicibacter terrae (Wayne 1966) Gupta et al. 2018 comb. nov. – espèce type
- Mycolicibacter algericus (Sahraoui et al. 2011) Gupta et al. 2018 comb. nov.
- Mycolicibacter arupensis (Cloud et al. 2006) Gupta et al. 2018 comb. nov.
- Mycolicibacter engbaekii (Tortoli et al. 2013) Gupta et al. 2018 comb. nov.
- Mycolicibacter heraklionensis (Tortoli et al. 2013) Gupta et al. 2018 comb. nov.
- Mycolicibacter hiberniae (Kazda et al. 1993) Gupta et al. 2018 comb. nov.
- Mycolicibacter kumamotonensis (Masaki et al. 2007) Gupta et al. 2018 comb. nov.
- Mycolicibacter longobardus (Tortoli et al. 2013) Gupta et al. 2018 comb. nov.
- Mycolicibacter minnesotensis (Hannigan et al. 2013) Gupta et al. 2018 comb. nov.
- Mycolicibacter nonchromogenicus (Tsukamura 1965) Gupta et al. 2018 comb. nov.
- Mycolicibacter paraterrae (Lee et al. 2016) Gupta et al. 2018 comb. nov.
- Mycolicibacter senuensis (Mun et al. 2008) Gupta et al. 2018 comb. nov.

Ces nouveaux noms binomiaux sont des synonymes. Comme l'ont souligné plusieurs microbiologistes spécialistes, l'usage des anciens noms binomiaux (avec « Mycobacterium » à la place de « Mycolicibacter ») est toujours admis,.